# De Moriaan (Gouda)
De Moriaan is een huis met renaissancegevel uit ca. 1625 aan de Westhaven in Gouda. Het is een rijksmonument.
De huidige voorgevel in de Hollandse renaissancestijl werd rond 1617 gebouwd. De gevel werd op vlucht gebouwd, voorover hellend, zodat de bovenverdiepingen meer ruimte in de lengte kregen. Ook wordt als voordeel genoemd, dat zodoende de gevel (met de vensters) niet direct in de neervallende regen stond. De bovenste verdieping is ruim 1 meter langer dan de begane grondvertrekken.

## Geschiedenis van het pand
De eerste vermelding van het huis dateert uit 1513. Tot 1605 was er een bakkerij De Twaelff Halff Maenen in het gebouw gevestigd. Daarna werd het een kruidenierswinkel met de naam In de Goecoop. De afgebeelde gevelsteen kwam uit deze periode en droeg de spreuk: Loop, loop, dit is in de Goecoop. Op het eind van de 17e eeuw werd het een winkel voor tabak, koffie en thee. De gevelversiering met de tabakskarotten dateert uit de 17e eeuw en het uithangbord met de Moriaan uit de 18e eeuw.

### De Moriaan
In 1938 werd er een gemeentelijk museum gevestigd met een collectie van de belangrijkste Goudse aardewerkfabrieken. Tot voor de vestiging van het Nationaal Farmaceutisch Museum in De Moriaan, beheerde het museum een collectie pijpen en Gouds plateel. Deze collectie is overgegaan naar Museum Gouda.

### Het Nationaal Farmaceutisch Museum
In december 2007 werd hier na een grondige verbouwing, het Nationaal Farmaceutisch Museum gevestigd. Het museum liet de geschiedenis van het geneesmiddel vanaf de 16e eeuw zien. Doel van het museum was om de geschiedenis van de farmacie voor een breed publiek museaal te tonen en om de ontwikkeling van geneesmiddelen te belichten. Het museum was een initiatief van een aantal apothekers in nauwe samenwerking met Museum Gouda en de Koninklijke Nederlandse Maatschappij ter bevordering der Pharmacie. In de voor het publiek toegankelijke medicinale tuin aan de achterzijde van het museum stonden geneeskrachtige planten. In het museum waren de interieurs van de Kralingsche apotheek Ploeg en van de Goudse apotheek Grendel opgesteld.
Het museum is in 2011 gesloten. In 2017 is het pand verkocht en kreeg een bestemming als particulier woonhuis.

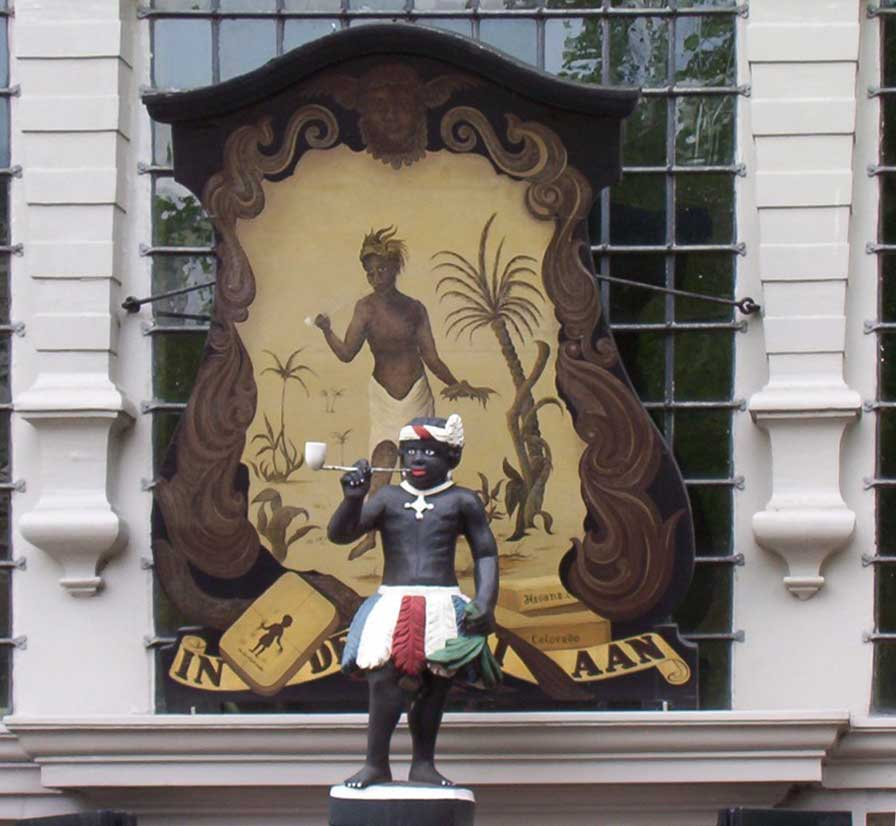
Uithangbord uit de 18e eeuw
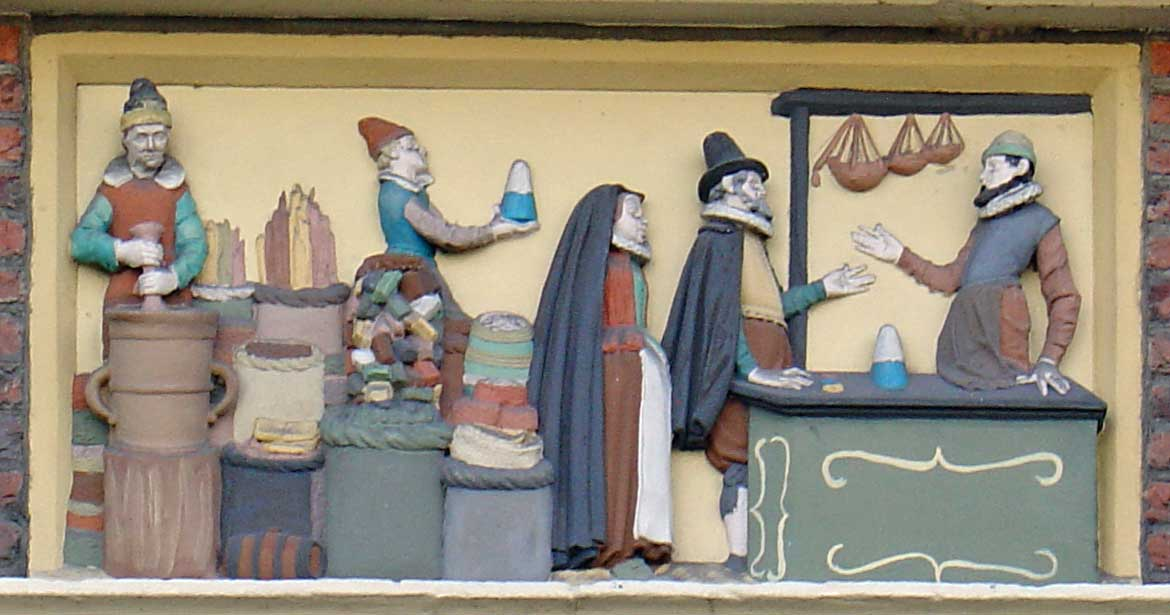
Gevelsteen met winkelinterieur
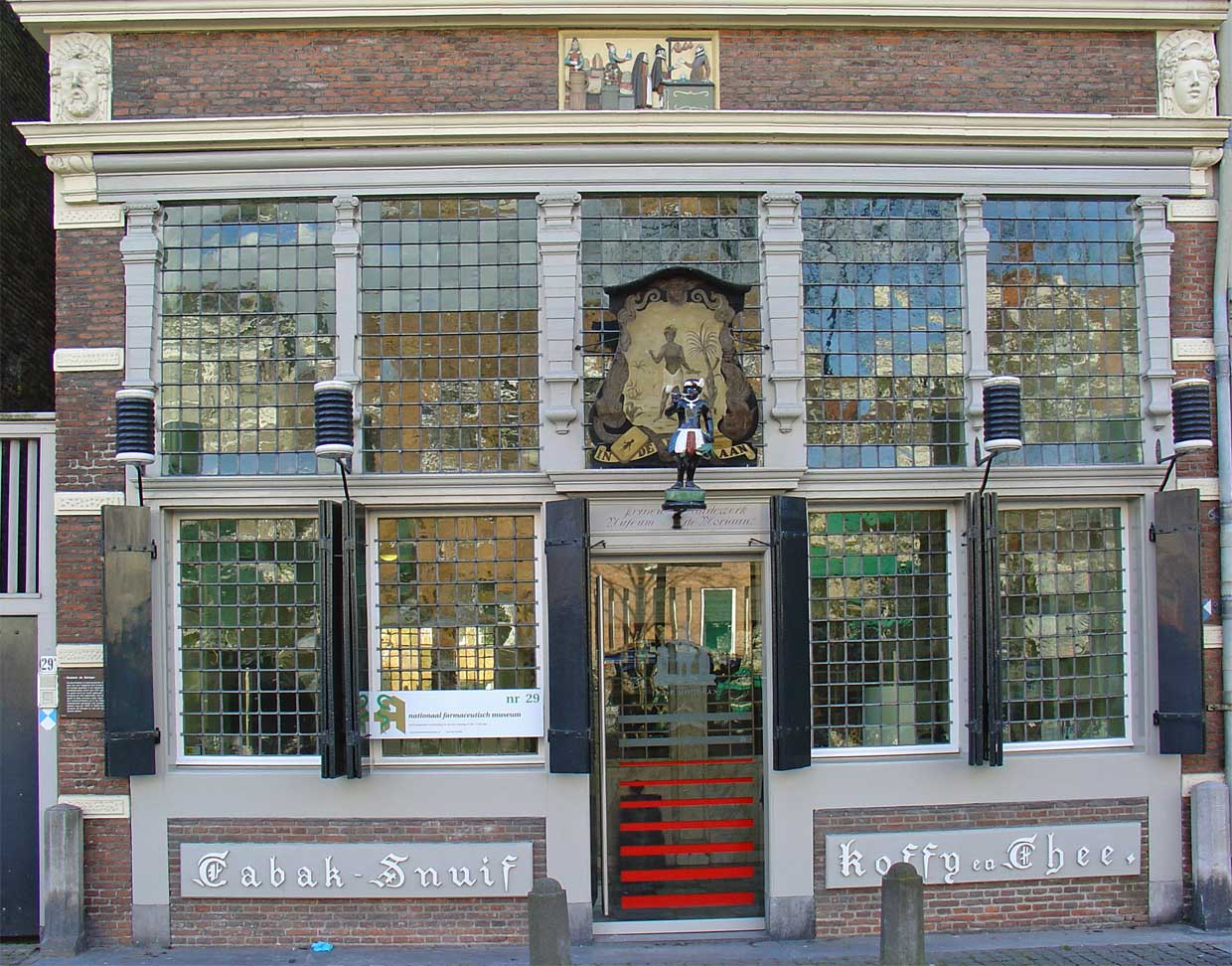
De Moriaan - februari 2008